# Зніт ланцетолистий
Зніт ланцетолистий (Epilobium lanceolatum) — вид квіткових рослин родини онагрових (Onagraceae).

## Біоморфологічна характеристика
Це трав'яниста багаторічна рослина 10–60(70) см заввишки, проста чи мало розгалужена; кореневище коротке, восени на ньому утворюються короткі надземні виступи. Стебла округлі, коротко висхідні, рідко прямовисні, з численними пагонами в пазухах листків, залозисто-щетинисті. Листки волосаті на жилках краях і ніжці, (1.5)2–6(9) см × (4)7–15(30) мм шириною, довгасто-ланцетні, тупі, до основи клиноподібно звужені, поступово переходять у ніжки, на краю злегка хвилясті, нижні — майже цілокраї, середні та верхні — з рідкими та гострими зубцями. Суцвіття — китиця з 4–14 квіток. Квітки перед розпусканням стають пониклими. Чашолистки ланцетні, тупі, 4–6(7) мм завдовжки, дуже рідко вкриті дрібними залозистими і не залозистими волосками. Пелюстки 5–8(10) мм завдовжки, білуваті, до кінця цвітіння рожеві чи бузкові. Коробочка 3.5–7 см завдовжки, залозисто запушена; поверхня виразно горбиста, сірувато-коричнева. Насіння 1–1.2(1.3) мм, вузько-обернено-яйцювате, вохристе чи світло-коричневе, з виступаючими сосочками. 2n=36.

## Поширення
Росте в Алжирі, Мадейрі, на південному сході Європі (Албанія, Австрія, Андорра, Бельгія, Люксембург, Болгарія, Чехія, Словаччина, Франція (у т. ч. Корсика), Німеччина, Великобританія, Греція, Угорщина, Італія (у т. ч. Сардинія, Сицилія), Україна — Крим, Нідерланди, Північний Кавказ, Португалія, Румунія, Швейцарія, Боснія і Герцеговина, Македонія, Чорногорія, Сербія, Хорватія), заході Азії (Азербайджан, Грузія, Кіпр, Туреччина).
Росте у сонячних чагарниках, узліссях і галявинах, узбіччях доріг, від низинних до гірських зон.
В Україні вид росте у гірських лісах, на скелях, серед чагарників — рідко в гірському Криму (між Алуштою та центральною улоговиною Кримського заповідно-мисливського господарства)